# Avraham Grodzinski
Avraham Grodzinski(né en 1883 à Varsovie, Pologne et mort le 13 juillet 1944 à Kaunas (Kovno), Lituanie) est le plus important disciple du rabbin Nosson Tzvi Finkel, le Alter de Slobodka, Mashgiach Ruchani (superviseur) de la Yechiva de Slobodka, connu pour son livre de Moussar Toras Avraham. Il meurt dans le Ghetto de Kovno, durant la Seconde Guerre mondiale.

## Biographie
Avraham Grodzinski est né en 1883 à Varsovie, en Pologne, d'une famille d'origine lituanienne. Son grand-père, le rabbin Zev Grodzinski vient de Lituanie à Varsovie. Son père est le rabbin Yitzchak (Reb itche) Grodzinski, une des figures importantes de la communauté de Varsovie.

### Études
Avraham Grodzinski étudie d'abord à la Yechiva de Radin puis à la Yechiva de Lomza.
En 1899, âgé de 17 ans, il commence ses études à la Yechiva du rabbin Nosson Tzvi Finkel, l'Alter de Slobodka. Il devient le disciple principal de ce dernier.

### Fondation de la Yechiva de Hébron
En 1924, une loi crée le service militaire obligatoire en Lituanie, de même que l'imposition d'études séculaires conduisent le rabbin Nosson Tzvi Finkel, l'Alter de Slobodka à envoyer en Palestine mandataire Avraham Grodzinski pour créer la Yechiva Knesses Yisroel, la Yechiva de Hébron à Hébron, sur le modèle de Slabodka.
À son retour à Slabodka, Nosson Tzvi Finkel le nomme Mashgia'h Rou'hani (superviseur) de la Yechiva de Slobodka, et le rabbin Isaac Sher devient le Rosh Yechiva.
Nosson Tzvi Finkel part alors pour Hébron avec le rabbin Moshe Modechai Epstein.
Après le massacre de 1929, la Yechiva de Hébron s'installe à Jérusalem.

### Famille
Avraham Grodzinski épouse Chasya Gisseh Heller née en 1891 en Lituanie et morte en 1944 à Kovno (Kaunas)dans le Ghetto de Kovno. Elle est la fille du rabbin DovBer Zvi (Hirsch) Heller, mashgiach de la Yechiva de Slobodka et de Faige Esther Heller.
Rivka Grodzinski, la fille de Avraham Grodzinski épouse le rabbin Shlomo Wolbe. Elle est née le 5 mai 1923 et elle est morte le 25 octobre 2018.	
Une autre de ses filles épouse le rabbin Chaim Kreiswirth. Il a un fils le rabbin Yitzchak Grodzinski de Bnei Brak en Israël, qui habite le même immeuble que le rabbin Aharon Leib Steinman.

### Mort
Avraham Grodzinski meurt brûlé le 13 juillet 1944 (22 Tamouz 5704) à l'hôpital du Ghetto de Kovno (Kaunas), Lituanie,.
Sa fille Rivka Wolbe est témoin de la destruction de la Yechiva de Slobodka, elle voit le rabbin Elchanan Wasserman et d'autre rabbins emmenés pour être exécutés par les Nazis.

## Œuvre
- (he) Toras Avraham

## Mémoire
- Un Kollel nommé en son honneur, le Kollel Toras Avraham, est dirigé par son fils le rabbin Yitzchak Grodzinski de Bnei Brak en Israël[10]